# Domus Transitoria
La Domus Transitoria (del latín Casa Transitoria) fue el primer palacio construido por el emperador romano Nerón (r. 54 - 68). El palacio fue dañado o destruido en el Gran Incendio de Roma en el 64 d. C., y luego ampliado por su Domus Aurea o Casa Dorada.

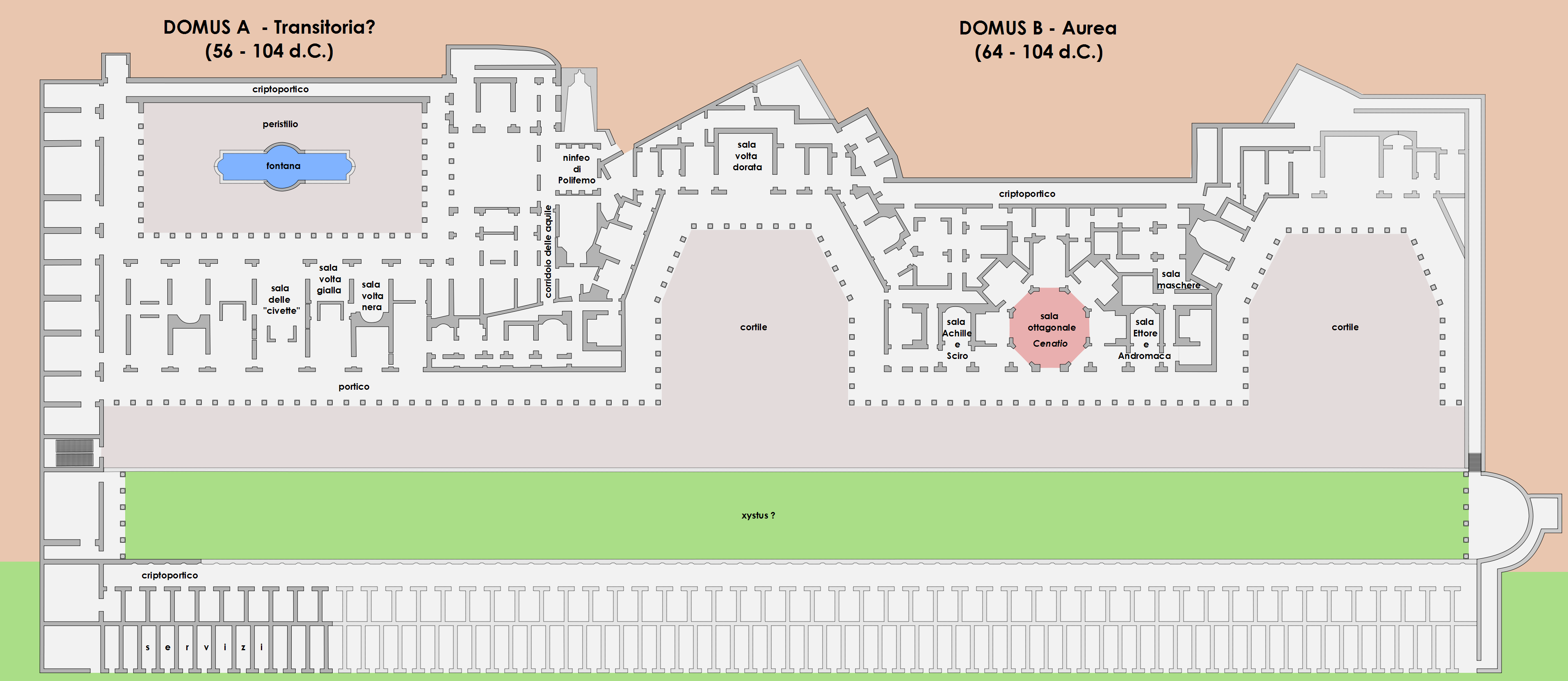
Plano de parte de la Domus Transitoria superpuesto con la posterior Domus Aurea

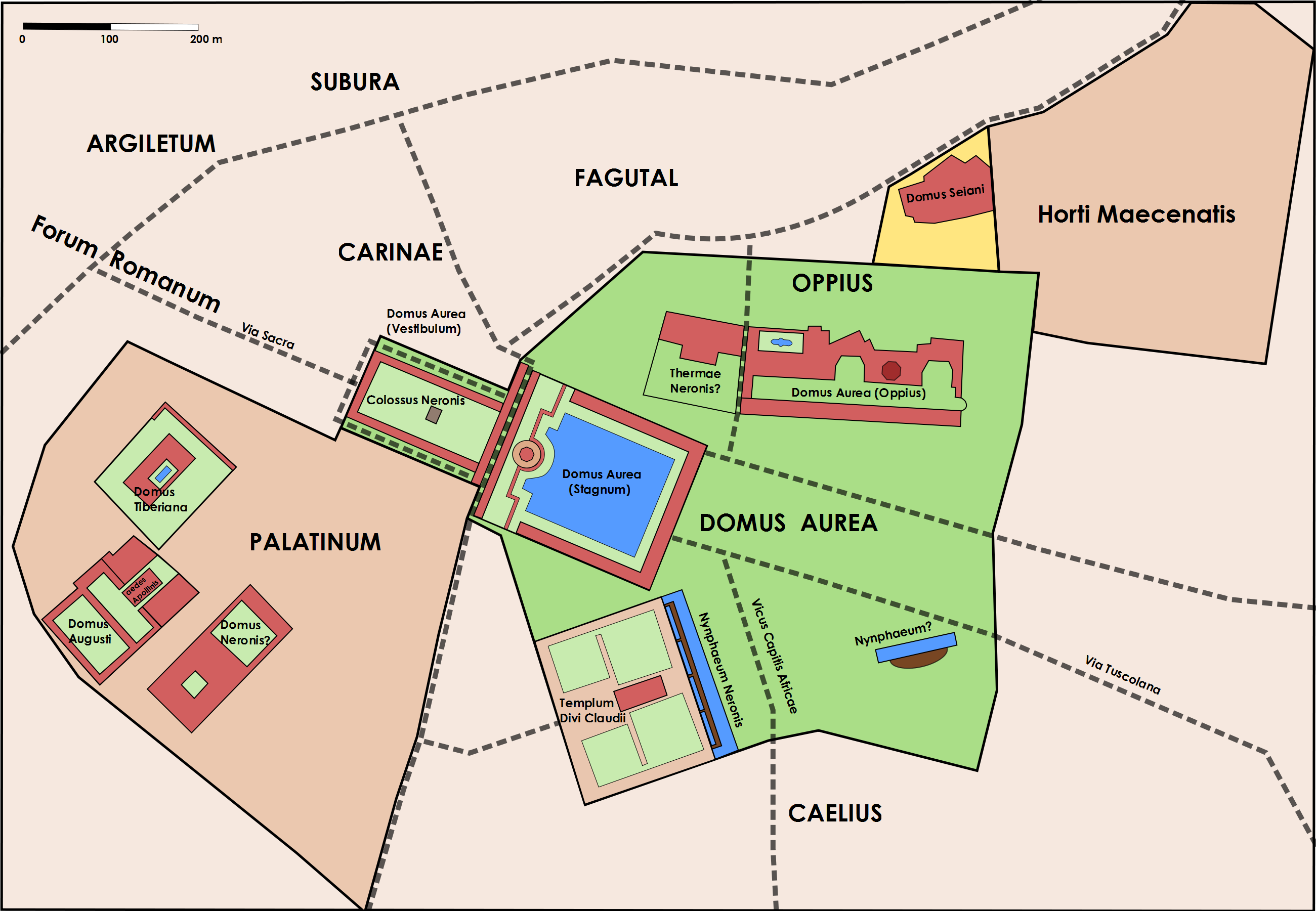
Plano de la Domus Transitoria/Aurea

## Historia
El palacio pretendía conectar el Palatino con todas las fincas imperiales del Esquilino que habían sido adquiridas de diversas maneras, incluyendo los jardines de Mecenas, los jardines de Lamia, los jardines de Mamia, etc.
Según Suetonio, Nerón construyó un palacio que se extendía desde el Palatino hasta el Esquilino, que al principio llamó Domus Transitoria, pero cuando fue incendiado poco después de su finalización y reconstruido, la Casa Dorada.
Probablemente fue construida a partir del año 60.

## Diseño

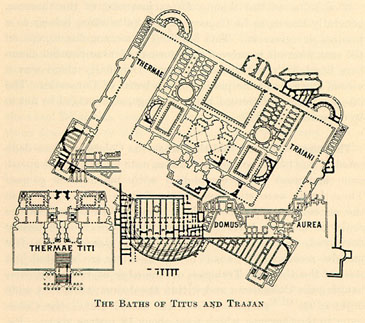
Plano de los baños imperiales con la Domus Transitoria subyacente

### Colina de Oppia
Se cree que uno de los edificios principales se encuentra en el lado occidental de la colina del Oppio bajo las Termas de Trajano.
Los muros de ladrillo del palacio estaban originalmente recubiertos de mármol en la parte inferior, mientras que las partes superiores estaban pintadas al fresco. Un pórtico daba frente a la domus a lo largo del lado sur. Casi todas las columnas, los suelos y las paredes de mármol se eliminaron cuando Trajano construyó sus termas en el año 104.
La casa estaba construida en torno a un gran peristilo con pórticos en tres lados, mientras que el cuarto, al norte, consistía en un criptopórtico que sostenía el terraplén posterior. En el centro, ocupado ahora por una serie de largas bóvedas de cañón para sostener las termas trajanas superpuestas, se encuentran los restos de una fuente; en la parte oriental hay un gran ninfeo que se abre al patio.

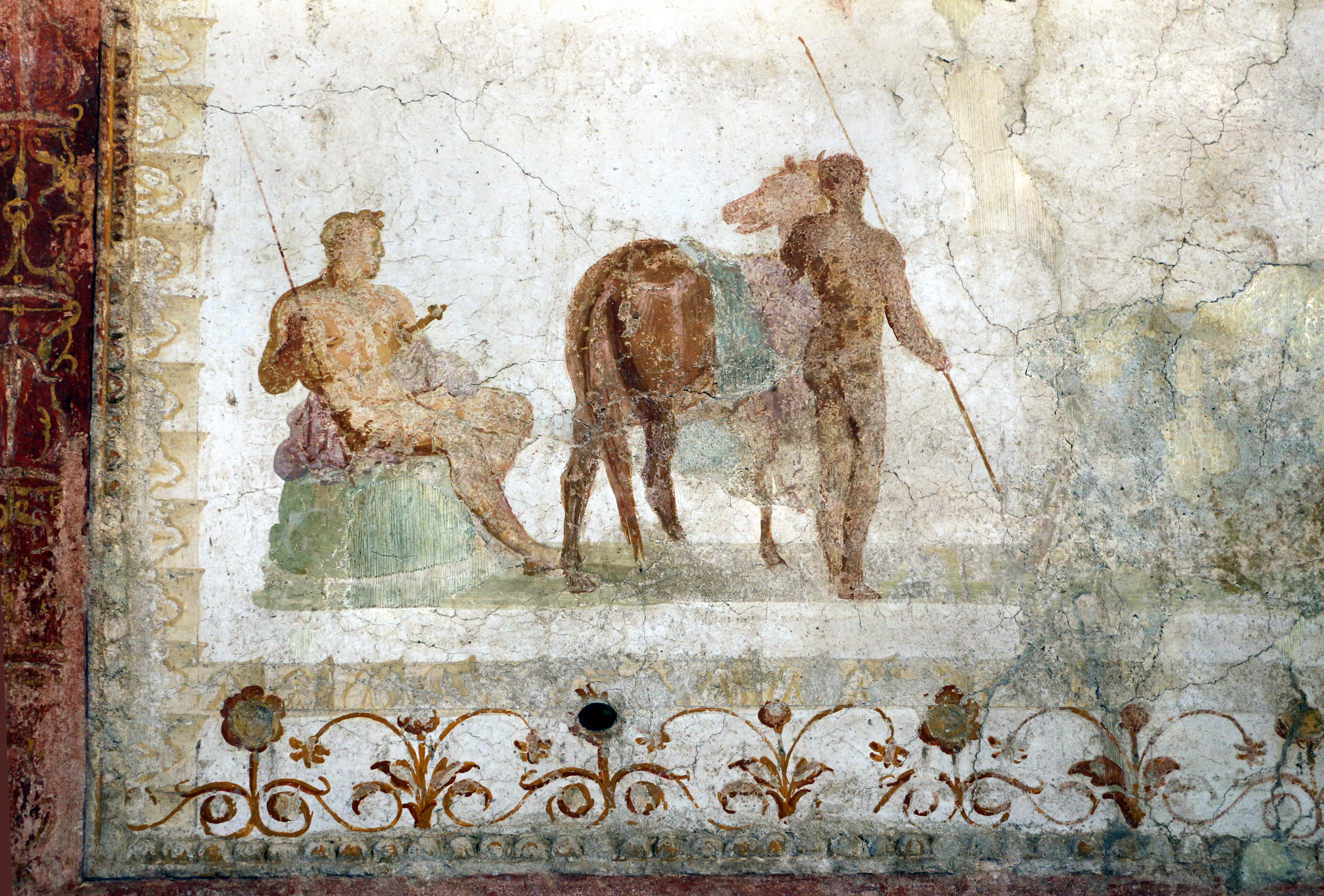
Fresco del ninfeo de la domus transitoria, 54-64 dc

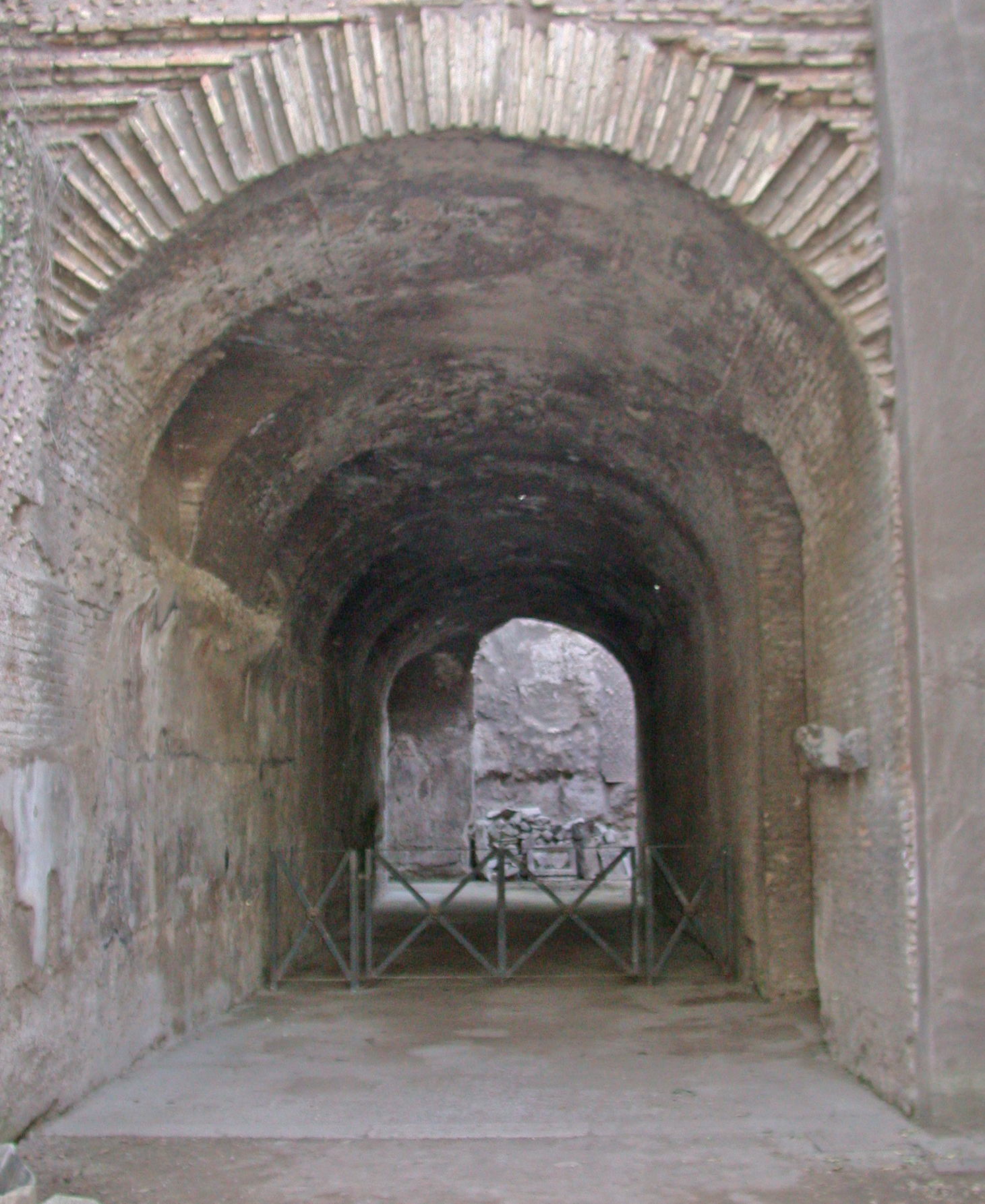
Criptoportico de Nerón, Palatino

#### Ninfeo de Polifemo
Un elaborado ninfeo fue lamentablemente dividido en dos por un muro posterior de Trajano. Rodeado por un pórtico de cuatro columnas, estaba dotado de una fuente en cascada en la parte inferior, cuya agua era conducida a una pila central. En las paredes de la gruta había un mosaico del que sólo quedan algunos restos dentro de un marco de conchas. La parte inferior de las paredes estaba originalmente cubierta de mármol.
La decoración de la bóveda, de 10 m de altura, se conserva sólo en parte, donde se insertaron cuatro medallones en las esquinas y un octógono central, este último conservado en parte representando la escena de Polifemo.

### Templo de Venus y Roma
Cinco metros por debajo del Templo de Venus y Roma de Adriano se descubrió en 1828 una suntuosa rotonda perteneciente al palacio, cortada por los cimientos de la Domus Aurea. La elaborada sala abovedada que interconectaba dos pasillos con bóveda de cañón era espectacular desde el punto de vista arquitectónico y contaba con estanques revestidos de mármol y pavimento de opus sectile multicolor, todo ello todavía intacto en gran parte bajo el templo.

### Colina del Palatino

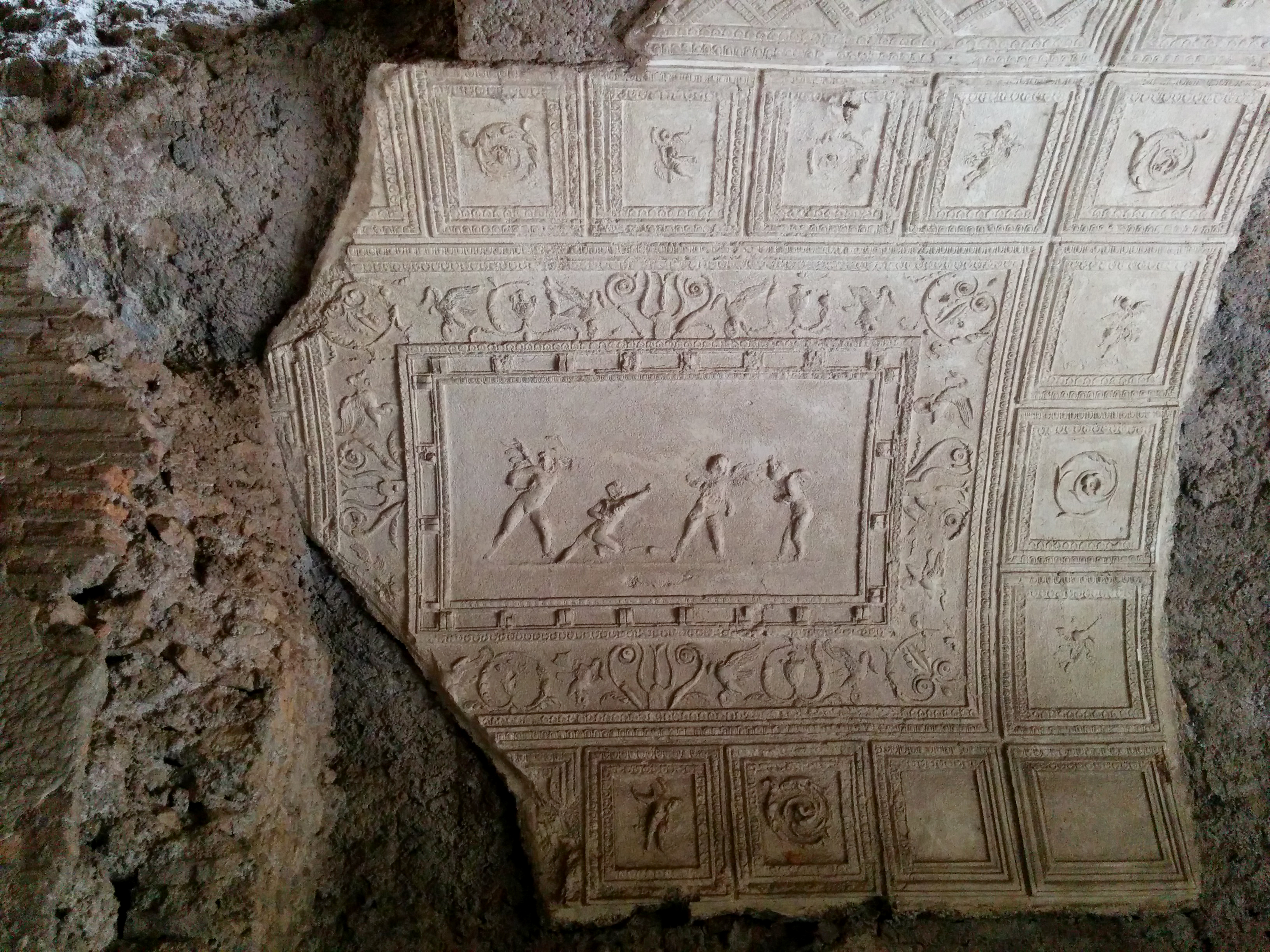
Techo de estuco en el Criptoportico de Nerón

La parte principal del palacio se encontraba probablemente en la Colina del Palatino y en la parte central de la Colina del Palatino, bajo el Palacio de Domiciano, se ha localizado un amplio y brillantemente decorado conjunto de habitaciones. Este lugar fue excavado en 1721, cuando se produjeron daños considerables durante las excavaciones. Los pisos inferiores contenían jardines hundidos, dos pabellones, un ninfeo y una galería de arte. Más allá de estas salas hay una letrina muy grande.
En una de estas salas se encuentra un rico suelo de mármol hallado bajo la sala de la fuente ovalada del Cenatio Iovis de Domiciano, y un rico ninfeo con columnas de mármol y capiteles de bronce. En la actualidad, una de las esquinas del ninfeo ha sido reconstruida.
El criptopórtico de Nerón que conectaba el palacio con la cercana Domus Tiberiana también formaba parte del complejo. Tiene 130 m de longitud, con suelos de mosaico y una elaborada decoración de estuco en el techo con elementos vegetales y cupidos. Se encuentra bajo los Horti Farnesiani a lo largo de un lado de la Domus Tiberiana.
El mármol y otras partes rescatadas de las ruinas se convirtieron posteriormente en parte de la Domus Aurea, la residencia principal de Nerón.
Los techos pintados con escenas mitológicas de la Domus Transitoria, los primeros ejemplos de pintura del cuarto estilo, quizás del pintor Fabullus, se exhiben en el Museo Palatino.
En 2019 se anunció que esta parte del palacio será accesible al público por primera vez en casi 70 años.

## Galería

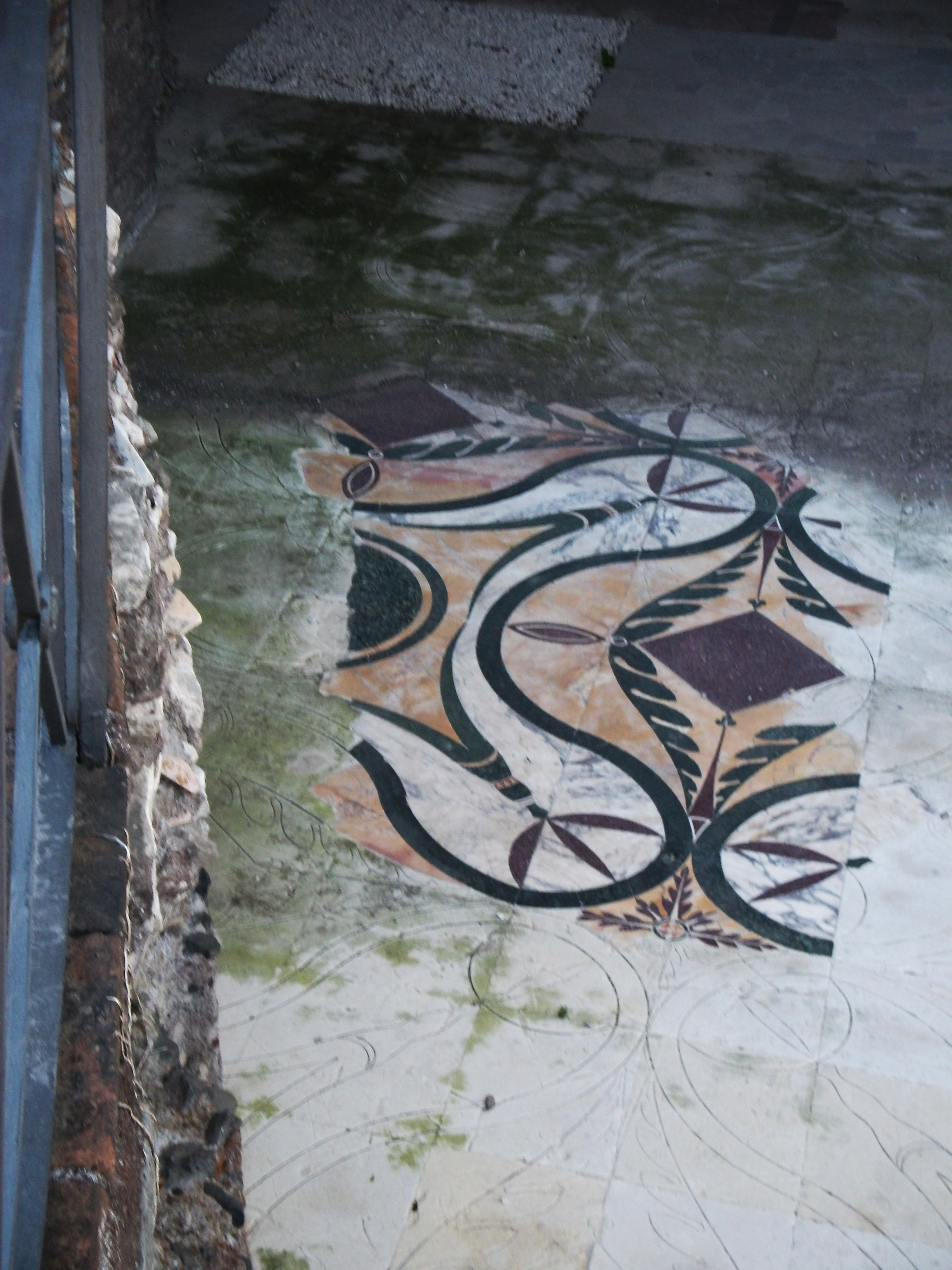
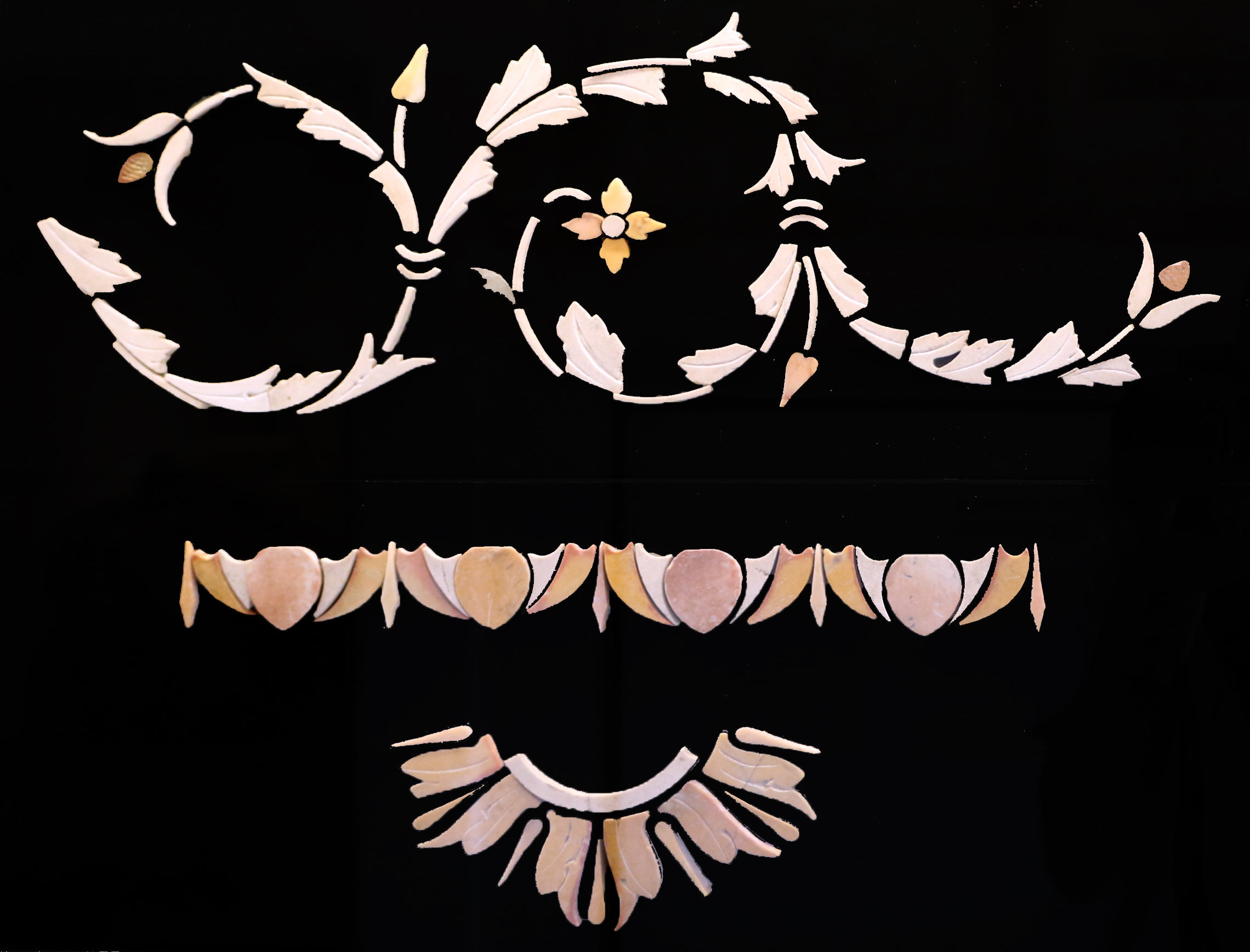
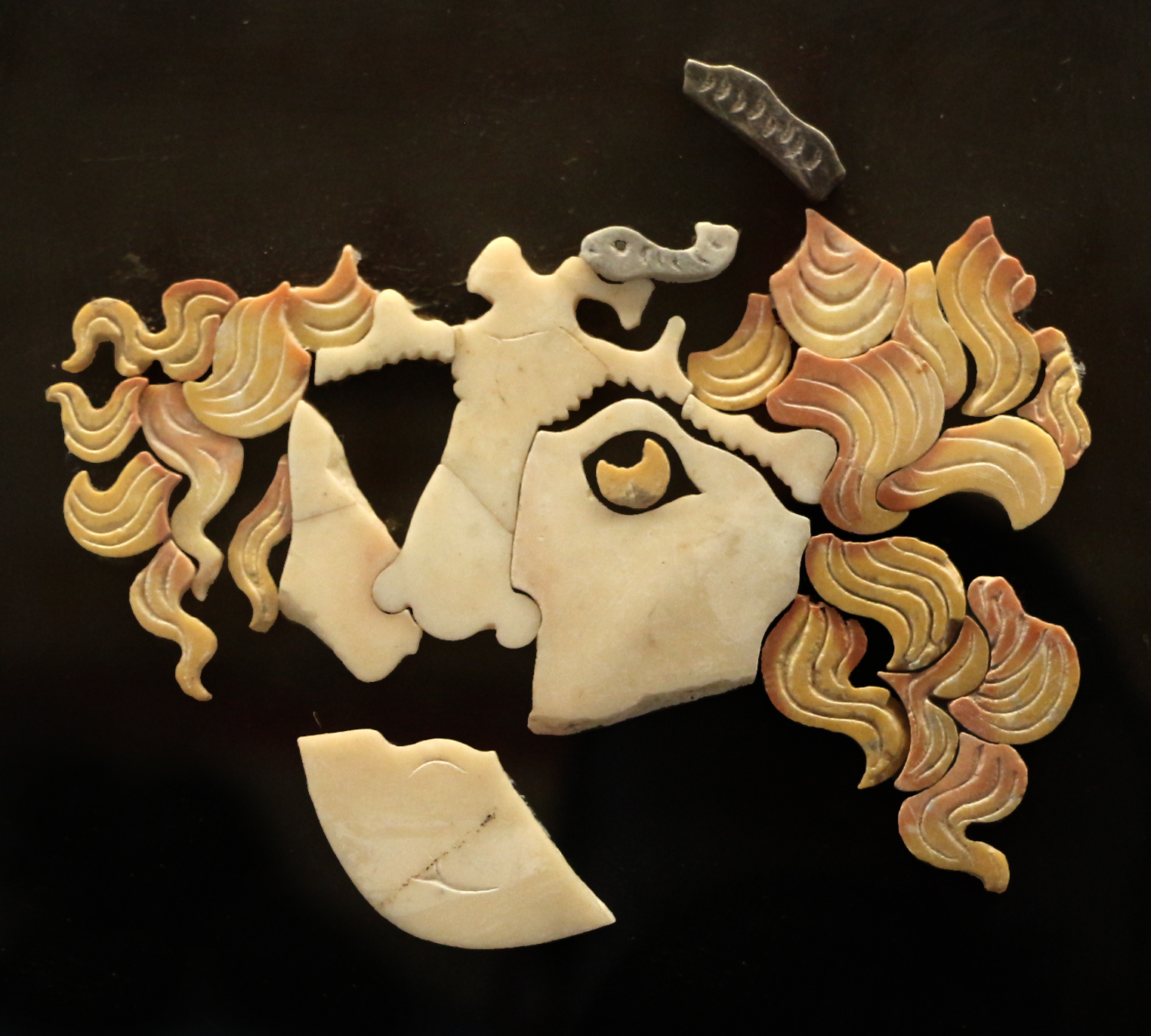
Partes del opus sectile del triclinio
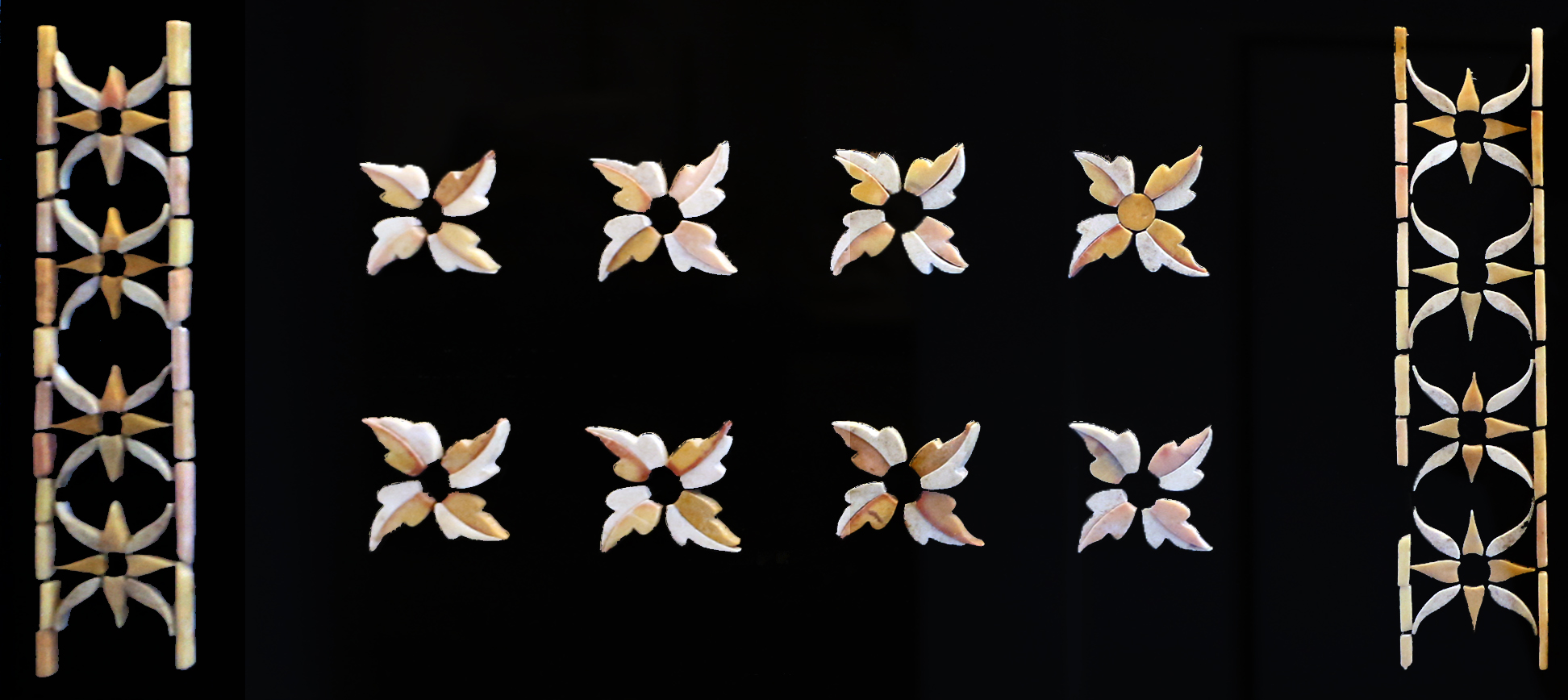
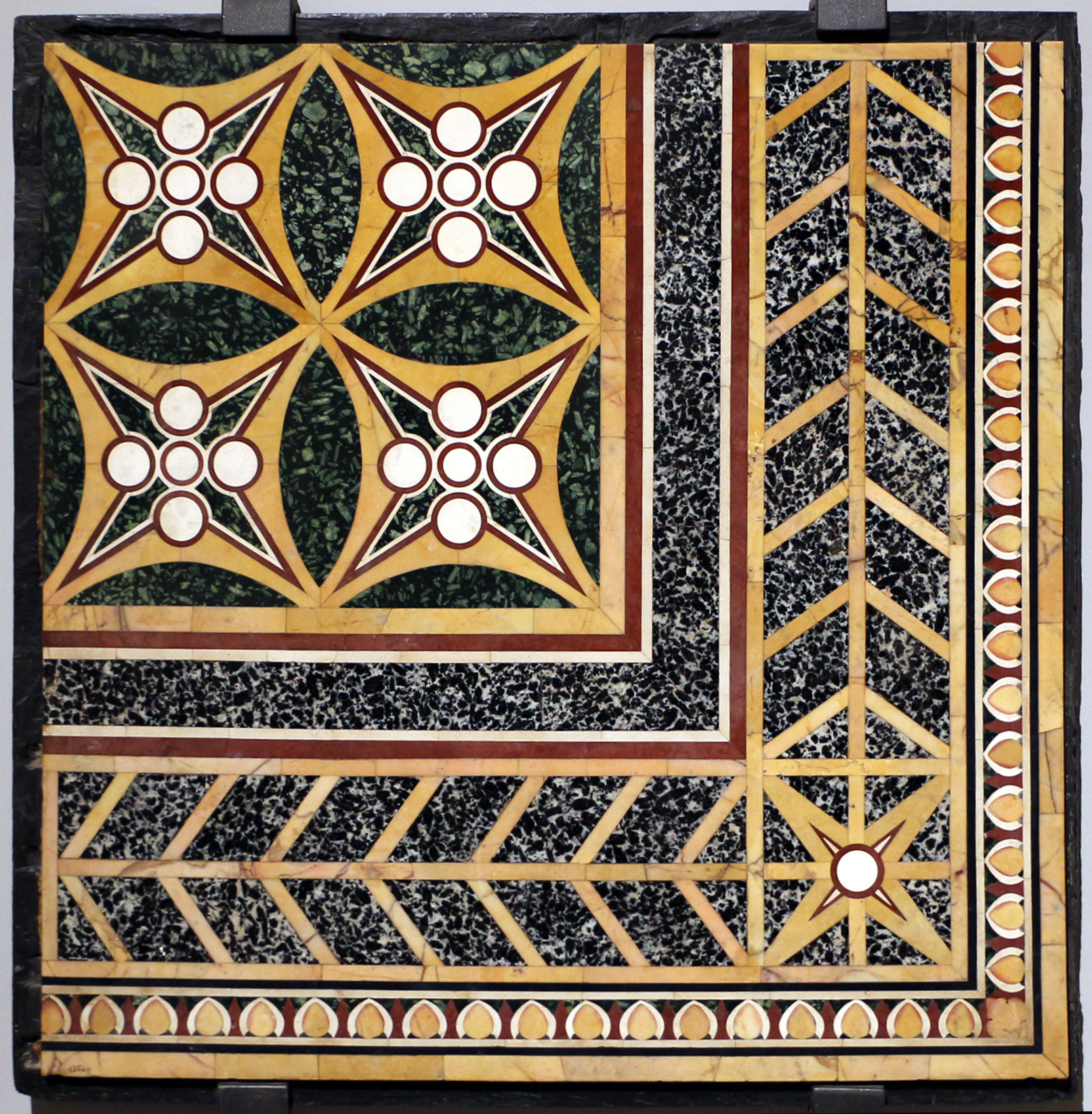
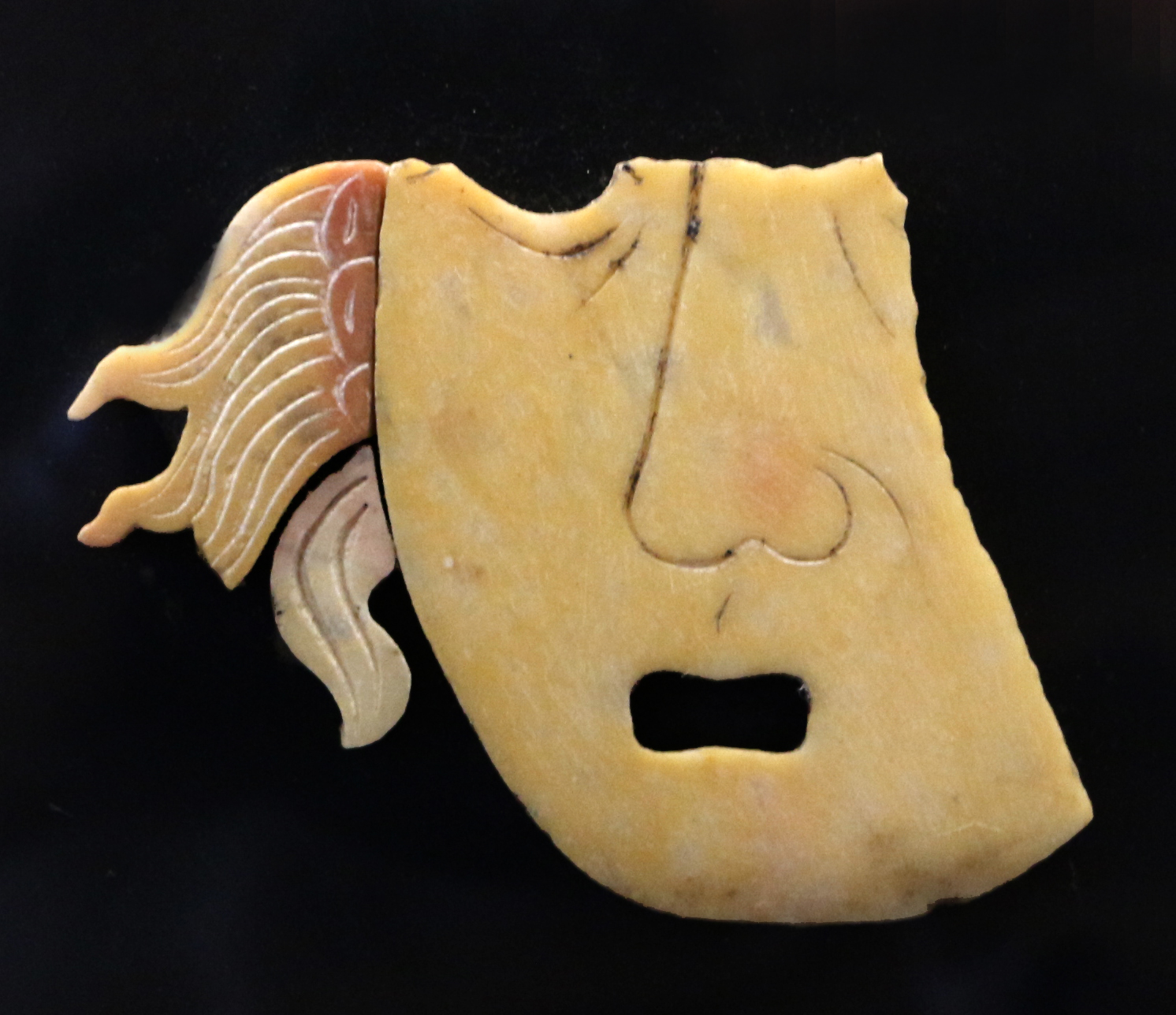
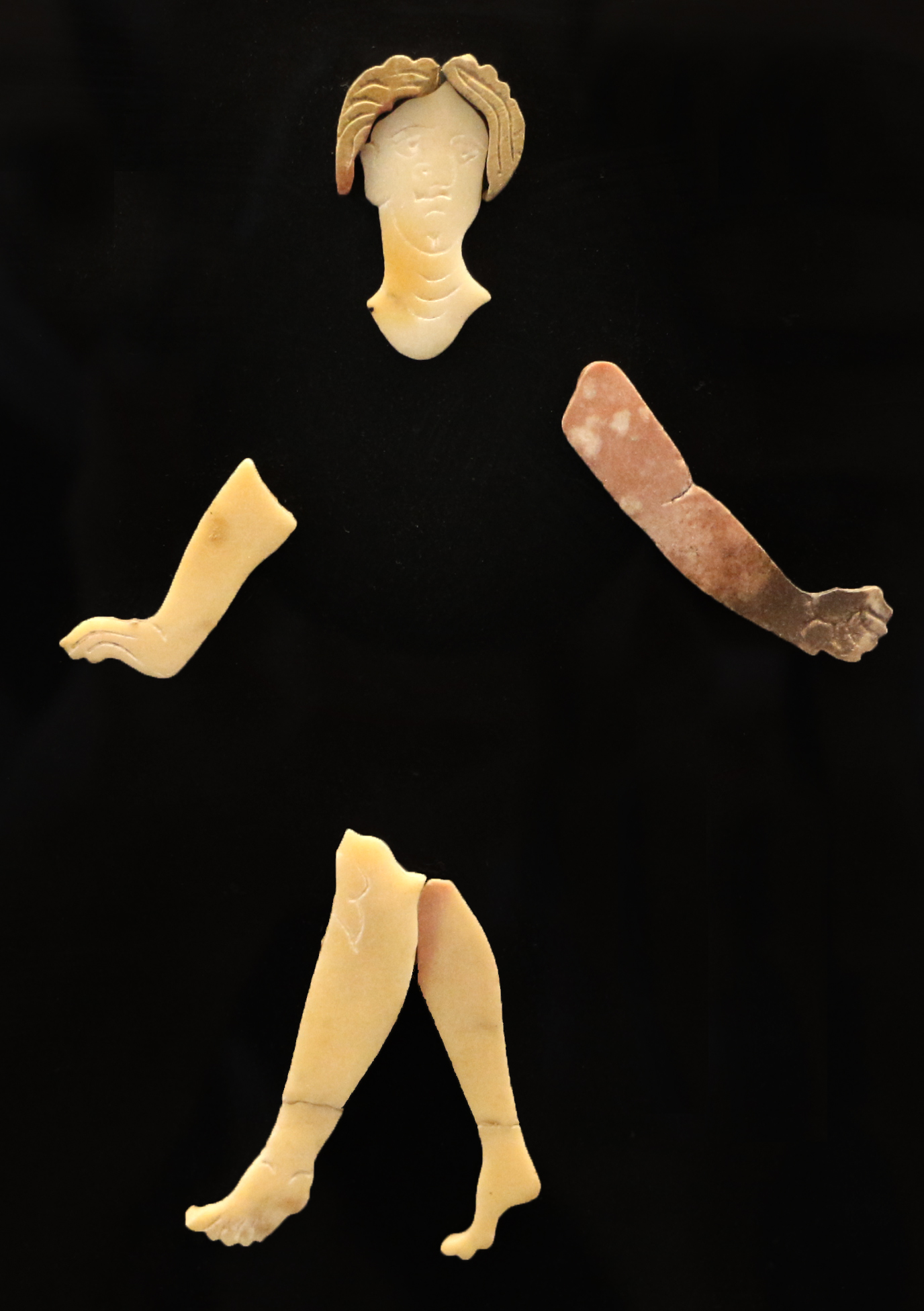
Bailarín de mármol del triclinio